# 交趾支那遠征
交趾支那戰役（法語：Campagne de Cochinchine；越南语：／），又稱交趾支那遠征、南圻遠征，指的是1858年至1862年期間法國與西班牙聯合攻佔越南阮朝下屬的南圻的戰爭。起初法國是以懲罰越南為藉口，後來以法國佔領該地區結束。這場戰爭使法國開始在交趾支那（越南人稱為南圻）地區建立殖民地，此後將近一個世紀裡法國成為越南的宗主國。

## 背景
早期，法國人幾乎沒有合理的藉口出兵交趾支那地區。1802年，法國巴黎外方傳教會教士百多祿協助舊阮君主阮福映擊敗了西山朝，奪取了皇位。但很快他們就發現阮福映並沒有走親近法國的路線。阮福映認為法國政府並沒有履行在《凡爾賽條約》中規定的義務，因為在阮福映與西山朝作戰期間為他效命的法國人都是自願的而不是法國政府派遣的。阮福映在利用法國工程師仿造了沃邦式城堡建造防禦工事之後，雖然又讓他們從法國購買槍支彈藥，但阮福映及其繼任者明命帝都不希望法國勢力繼續介入越南事務。
然而法國人並不希望被如此輕易地攆走。當時正處於歐洲的殖民擴張時期，宗教問題成為了法國勢力重新介入越南的一個藉口。早在17世紀時期，法國傳教士在越南曾一度活躍，到了19世紀中期，大約有30萬名安南和東京的越南人信奉天主教。他們的主教和牧師主要是法國人和西班牙人。阮朝政府不喜歡這些有一定勢力的基督教社團以及他們的洋人領袖，甚至懷疑他們圖謀不軌。相對地，法國人也開始感到有必要保護自己的安全。天主教徒遭受襲擊給法國進攻越南一個冠冕堂皇的藉口。雙方關係開始逐漸緊張。19世紀40年代，越南天主教徒受到了明命帝和紹治帝的迫害和騷擾，誘發了法國人非官方性質的零星報復。這是法國於1858年在印度支那建立殖民地的原因。
1857年，越南嗣德帝處死了兩名西班牙天主教傳教士。這不是越南第一次或最後一次處死傳教士，此前法國政府忽略了這種挑釁。然而此時正處於第二次鴉片戰爭時期，嗣德帝不合時宜的行為引起了法國的注意。英法聯軍以懲治中國為名義出兵遠東，使得法國能夠糾集部隊干預越南事務。1857年11月，法國皇帝拿破崙三世授權夏爾·里戈·德·熱諾伊利海軍中將（Charles Rigault de Genouilly，越南史料稱之為「黎峨」）出兵遠征以懲治越南。1858年9月，法國、西班牙聯軍登陸土倫港（今峴港），佔領了這個城鎮。

## 土倫和西貢

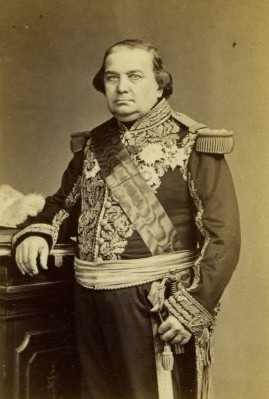
法西聯軍的總指揮官——熱諾伊利中將

法西聯軍預測很容易獲勝，但是越南天主教徒並沒有像傳教士預測的那樣起兵相助。土倫城堡（土倫港附近的一個要塞）的越南軍隊在阮知方的領導下頑強抗擊法西聯軍。而這座土倫城堡在建造的時候花費了三年之久，幾乎堅不可摧。因此法西聯軍在佔領這座城堡的時候付出了沉重的代價。越南不斷派兵增援土倫城堡，法西聯軍時不時地襲擊越南人的陣地，但始終無法佔領這個城堡。
1858年10月，就在聯軍攻佔土倫港後的不久，熱諾伊利尋找越南其他可以攻擊的地點。他意識到法軍攻佔土倫港沒有多大用處，開始考慮應該進攻東京還是交趾支那。若攻打東京可能引起基督徒大規模的暴動，法西聯軍從而漁翁得利；但讓烏伊利沒有選擇東京。1859年1月，讓烏伊利建議海軍部遠征交趾支那的西貢，因為這個地區是越南軍隊的產糧基地而且很有戰略意義。
海軍部批准了這次遠征，2月初，熱諾伊利把托伊翁（Toyon）上校、一小隊法國士兵和兩艘兵船留在了土倫港，自己則率其他部隊駛向西貢。在摧毀了西貢河沿岸的一些城堡和柵欄之後，法西聯軍於1859年2月17日攻佔了西貢，越南護督武維寧自殺。法軍艦隊的步兵衝進了巨大的西貢城堡，菲利波則率領西班牙軍抵抗越南軍隊的反擊。法西聯軍不夠強大，因此沒能守住這個城堡，1859年3月8日，法西聯軍炸毀了這座城堡並將糧食放火燒毀。4月，熱諾伊利把伯納德·若勒居伯里中校（Bernard Jauréguiberry，此人後來成為法國的海軍部長）以及1000名法西聯軍的士兵留在了西貢，自己則率主力回到了土倫港，增援托伊翁上校。

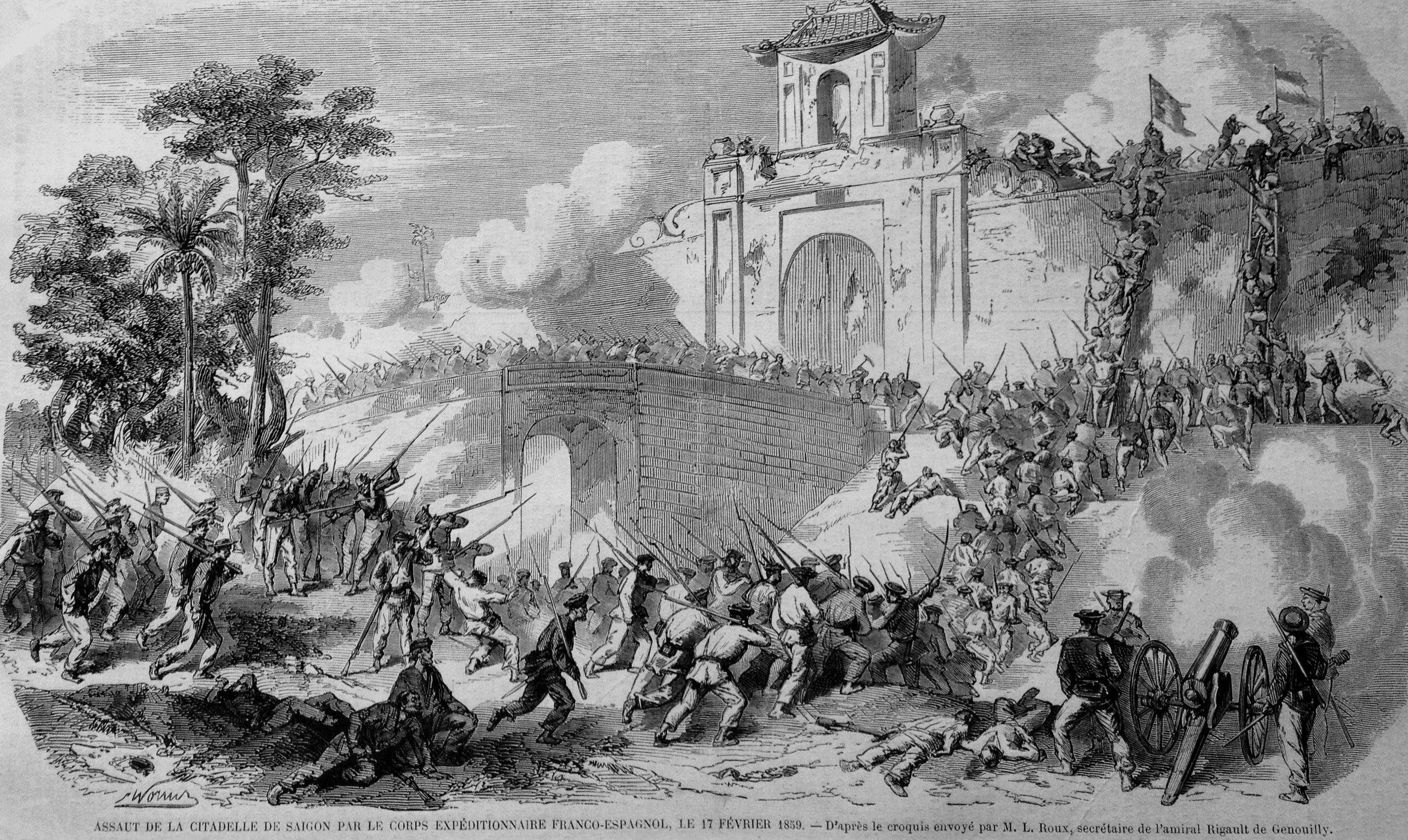
1859年2月17日，法軍佔領西貢

事實證明正如先前佔領土倫港一樣，佔領西貢只是個空洞的勝利。1859年4月21日，若勒居伯里的小隊受到越南人要塞的突襲，損失慘重，此後被迫保持守勢。與此同時索爾費里諾戰役（第二次意大利獨立戰爭）爆發，大量法國軍隊開往義大利戰場對付奧地利帝國，法國政府被迫放棄了出兵遠東的計劃。1859年11月，熱諾伊利中將被弗朗索瓦·帕日少將（François Page，一譯「帕熱」，越南史料稱之為「吧喻」）取代，帕熱並沒有掠奪領土，而是希望就保護基督教之事與越南方面進行和談。11月初，帕熱就此條件主動與越南談判，但沒有任何結果。越南人發現法國把注意力轉移到了義大利，拒絕了這項溫和的條款並拖延談判，希望法西聯軍能夠減少損失，放棄這次遠征。1859年11月18日，帕熱炮轟並佔領了土倫附近的Kien Chan屯，但聯軍戰術上的勝利未能改變越南在談判上的立場。這場戰爭僵持到了1860年。
在1859年下半葉以及整個1860年，法國人基本不可能增援駐守土倫港和西貢的法軍。雖然索爾費里諾戰役很快就結束了，但從1860年初開始法國又要向清朝開戰，帕熱不得不率主力部隊開往中國以支援萊昂納爾·沙內中將（Léonard Charner），西貢的防禦則由德·阿利埃上校（d'Ariès）負責。1860年，帕熱離開了交趾支那，在廣東與沙內會合。與此同時在1860年4月，一支4000人的越南部隊圍攻西貢。此時駐守西貢的法西聯軍只有1000人，從1860年3月至1861年2月，他們不得不抵禦擁有相當大數量優勢的越南人的進攻。法國人意識到無法同時守住西貢和土倫港，因此在1860年3月撤離了土倫港，法國人就這樣不體面的結束了土倫港戰役。

## 其和與美湫
雖然法軍撤離了土倫港，西貢的法西聯軍卻成功地度過了1860年。但聯軍規模不夠大，因此未能衝破越南人的包圍。直到1861年初法軍對中國的軍事行動結束之後僵局才被打破。沙內中將和帕熱少將從中國率軍返回西貢。沙內率領海軍70艘戰船、少將德·瓦蘇瓦涅（de Vassoigne）率領陸軍3500人從中國北部來到了西貢。在法國創立遠東艦隊（escadre de l'Extrême-Orient，此部隊在1884年中法戰爭爆發前夕創立）以前，沙內的艦隊是法國海軍在越南海域部署的最為強大的艦隊，其中包括沙內和帕熱最引以為傲的、以蒸汽為動力的兩艘旗艦：歐也妮皇后號（Impératrice Eugénie）和信息女神號（Renommée），以及輕巡洋艦Primauguet、Laplace、Du Chayla，十一艘用螺旋槳驅動的船，五艘頭等兵船，十七艘運輸船以及一艘醫療船。此外還有六艘從澳門購買的武裝中國帆船。
在強有力地增援下，法西聯軍在戰爭中逐漸占了上風。1861年2月24日至25日，法西聯軍在其和之戰中擊敗了由阮知方率領的越南包圍軍，成功突破了越南人的防線。越南人被迫轉入守勢並艱難地防禦他們的防線，聯軍的傷亡情況則相當可觀。
其和屯（又稱志和屯）的勝利使法西聯軍轉入攻勢。1861年4月，法軍攻陷美湫（時屬越南的定祥省）。由Le Couriault de Quilio上尉率領的一支進攻小隊，乘船沿Bao Dinh河向北推進美湫，在1日至11日期間摧毀了沿途的數個越南屯堡，兵臨美湫城下。沙內中將又派遣帕熱少將率主力戰船，從海面逆湄公河而上進攻美湫城，與Quilio上尉同日到達城下。兩軍於4月12日同時發動進攻，護督阮公閑棄城而逃，美湫城守軍不戰自潰。
1861年3月，也就是在法軍奪取美湫城之前不久，法軍再次派人要求與嗣德帝談判。這次談判的條件比起1859年11月時帕熱提出的條件甚為苛刻，法軍要求讓越南的基督徒獲得自由、割讓西貢給法國、賠償四百萬皮亞斯特、法國人在越南建立領事館並且能夠自由貿易。嗣德帝同意給予基督徒自由，但拒絕了其他條件。戰爭繼續進行，法軍最終奪取了定祥省和嘉定省。
由於無法抵禦法西聯軍的進攻，嗣德帝派遣阮伯儀前往經略交趾支那事務，張定等人也在佔領區組織民兵進行遊擊戰。5月19日，沙內以西貢和美湫被民兵勢力包圍為名，對交趾支那鄉下各地進行掃蕩，殘暴處決了可能是民兵的人物。雖然沙內下令不要對良好村民施以暴力，但法軍並不完全遵守這個指示。越南人的遊擊戰偶爾也給予法軍巨大威懾，1861年7月22日，法軍在Go Cong遭到了600名越南民兵的突襲。

## 邊和與永隆

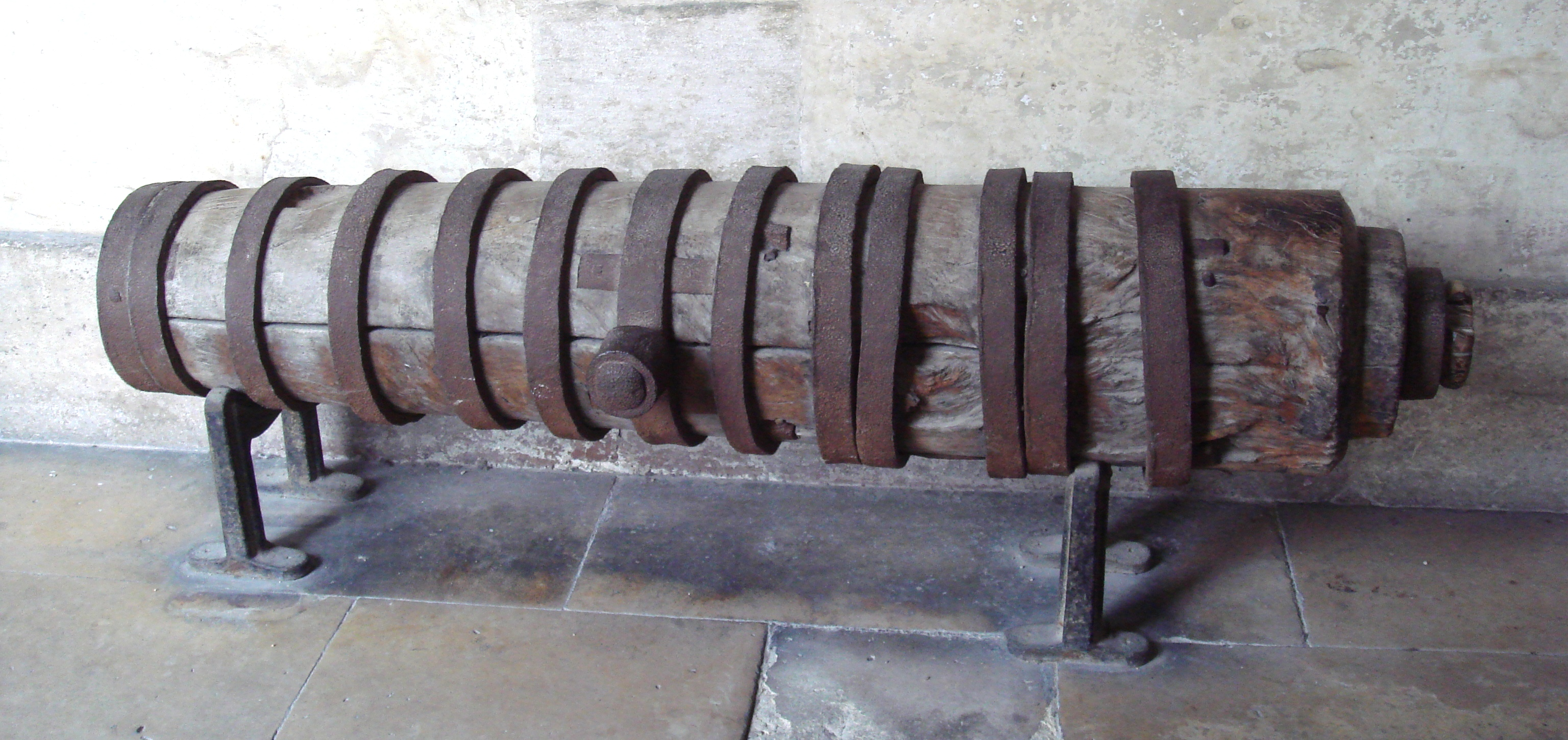
法西聯軍佔領永隆時繳獲的越軍木製加農炮，現陳列於法國巴黎榮軍院的法蘭西軍事博物館內。

攻佔美湫是沙內中將最後一次軍事勝利，1861年夏，沙內回到了法國，代替他的是路易·阿道夫·博納爾少將（Louis Adolphe Bonard，一譯「波那」，越南史料稱之為「鋪那」）。1861年11月，波那到達西貢。其間中國式帆船希望號遭到民兵的偷襲，全艦官兵都被死亡。約在他到達西貢兩星期之後，為了報復這次偷襲，波那率傾城之兵直指邊和城（今同奈省邊和市）。該城於1861年12月16日被法軍佔領。
隨即法軍又在次年3月22日佔領了永隆省，波那少將此舉是為了報復法軍在美湫城下遭到越南民兵的襲擊。3月10日，法軍載有一個連士兵的兵船在美湫附近突然爆炸，導致法軍重大傷亡（52人死亡或受傷）。波那認定執行這次破壞的民兵是永隆省總督張文琬指使的，因此出兵永隆。
十天以後，波那率領1000名法西聯軍部隊搭乘11艘兵船停泊在永隆。在3月22日下午至晚上期間，法西聯軍挖掘戰壕攻擊永隆城越南炮臺，23日佔領了這座城市。守將張文琬被迫退往距離美湫以西20公里遠的要塞My Cui，但聯軍趁勝追擊並將其逐出My Cui，第三次切斷了他們向北退卻的道路。越軍在永隆和My Cui的傷亡十分慘重。
永隆繼美湫和邊和之後淪陷，使順化朝廷十分沮喪。1862年4月，嗣德帝表示希望達成和解。
1862年5月，在順化舉行初次會談之後，法國巡洋艦弗爾賓號（Forbin）開往土倫港，欲越南全權代表談判。法國要求越南在三天之內派出代表。

## 和約
法國人並不同情越南人。這場戰爭起初只是小型懲罰性遠征，後來演變成一場曠日持久、艱難而且耗費巨大的戰爭，因此法國人不可能空手而歸。1862年6月5日，嗣德帝的全權大臣潘清簡和林維浹，在西貢與法國代表路易·阿道夫·波那少將、西班牙代表卡洛斯·帕蘭卡·古鐵雷斯（Carlos Palanca y Gutiérrez，越南史料稱之為「坡陵歌」）簽訂了《第一次西貢條約》。條約規定：天主教在越南為合法宗教；傳教士可以在越南自由傳教；越南將邊和（今同奈省）、嘉定（今胡志明市）、定祥（今前江省）三省以及崑崙島割讓給法國；允許法國商船在湄公河流域自由航行和貿易；越南開闢土倫港（今峴港）、廣安港（位於今廣寧省）和巴喇港（位於紅河入海口）為通商口岸；越南在十年裡向法國和西班牙賠款總計四百萬。
法國海軍將越南南部的邊和、嘉定、定祥三省置於自己統治之下，統治中心設在嘉定省的西貢，是為法屬印度支那殖民地之始。

## 後續
1864年，法國在交趾支那三省正式成立殖民機構——法屬交趾支那。在接下來的三年時間裡，這塊新殖民地得到擴大。1867年，海軍少將皮埃爾·德·拉·格朗迪埃爾（Pierre de la Grandière）迫使越南將安江省、河仙省、永隆省割讓給了法國。越南嗣德帝最初堅決拒絕割讓，但在1873年法國安鄴大尉攻陷東京之後，嗣德帝不得不在1874年與法國南圻统督游悲黎签订《第二次西贡条约》，同意將這些領土割讓給法國。
西班牙在交趾支那遠征中扮演次要角色，雖未得到領土，但也從越南獲得了賠款。相反地，西班牙鼓勵法國把觸角伸到東京。後來東京也被納入了法國人的勢力範圍之內，最終在1883年成為一個法國的保護國。
在交趾支那遠征期間，嗣德帝最終同意與法西聯軍談判的原因是東京發生由天主教徒謝文奉引起的叛亂。謝文奉在法西聯軍攻佔土倫港的時候在廣南省起兵，自稱後黎朝皇室末裔黎維明，希望得到法西聯軍的支持。雖然法西聯軍拒絕了謝文奉的請求，但東京農民紛紛起兵響應，竄入越南北部的太平天國殘部也與之呼應，給予阮朝政府以很大打擊。嗣德帝與法西聯軍簽訂和約後，先後派兵鎮壓這些起義軍，1865年擒獲謝文奉，押赴順化淩遲處死。

## 腳註
1. ↑  Thomazi, Conquête, 25–9
2. ↑  Thomazi, Conquête, 29–33
3. ↑  Thomazi, Conquête, 38–41
4. ↑  Thomazi, Conquête, 33–7
5. ↑  Thomazi, Conquête, 40; Histoire militaire, 27
6. ↑  Thomazi, Conquête, 37–43
7. ↑  Thomazi, Conquête, 45
8. ↑  Thomazi, Histoire militaire, 29–31
9. ↑  Thomazi, Histoire militaire, 32–3
10. ↑  Thomazi, Conquête, 60–61
11. ↑  Thomazi, Conquête, 61
12. ↑  Thomazi, Conquête, 63–5
13. ↑  Thomazi, Conquête, 67-8; Histoire militaire, 35
14. ↑  Thomazi, Conquête, 68–9; Histoire militaire, 35–6
15. 1 2  Thomazi, Conquête, 69–71
16. ↑  Thomazi, Conquête, 70
17. ↑  .   [2012-01-21]. （原始内容存档于2013-12-04）.
18. ↑  Thomazi, Conquête, 46–7
19. ↑  McAleavy, 76–7; Thomazi, Histoire militaire, 36 and 37